# 伊藤亜祐美
伊藤 亜祐美（いとう あゆみ、8月20日 - ）は、日本の女性声優。岩手県出身。プロダクション・エース所属。

## 人物
資格は剣道（2段）、ワープロ検定2級、漢字検定2級。趣味・特技は映画鑑賞、掃除。
方言は岩手弁。

## 出演

### テレビアニメ
- レイトン ミステリー探偵社 〜カトリーのナゾトキファイル〜（2018年、オイーシャ）
- 真夜中のオカルト公務員（2019年、よーくん）
- ID：INVADED イド：インヴェイデッド（2020年、西村真佐美）

### 劇場アニメ
- すずめの戸締まり（2022年）

### ゲーム
- Infinity Runner（2015年、ライリー）
- アサシン クリード シンジケート（2015年）
- Fallout 4（2015年、グローリー）
- ウォッチドッグス2（2016年）
- Prey（2017年）

### 吹き替え

#### 映画
- 悪魔はいつもそこに
- ウェット・ホット・アメリカン・サマー（アレクサ）
- こころに剣士を
- サンディ・ウェクスラー（リサ・ローブ）
- 新プレデター 最強ハンター襲来（アンジー）
- ストレイ・ドッグ（ニコル）
- スリープレス・ナイト（ヴィグナリ）
- ハロウィンII（アニー・ブラケット〈ダニエル・ハリス〉）
- ビトウィーン・トゥ・ファーンズ: ザ・ムービー（デ・ローレンティス / ブーム・ブーム〈ジャヴァニ・リナヤオ〉）
- ブラック・バタフライ（ジュディ）
- ベガス流 ヴァージンロードへの道
- マーリー2 世界一おバカな犬のはじまりの物語（ダンディー）
- リベンジ・オブ・ザ・グリーン・ドラゴン（ワン）

#### ドラマ
- アフェア 情事の行方
- アメリカン・ホラー・ストーリー シーズン3、4
- グッド・ワイフ7
- 刑事モース〜オックスフォード事件簿〜
- 項羽と劉邦 King's War（劉二嫂、呂嬃）
- CSI:サイバー2
- シカゴ P.D.（レズリー・エリザベス・シェイ〈ローレン・ジャーマン〉）
- シカゴ・ファイア（レズリー・エリザベス・シェイ〈ローレン・ジャーマン〉）
- 絶対彼氏〜My Perfect Darling〜（伊藤ミカ〈シア・ルージー〉）
- タイムレス
- テロワール（コン・ユクコン〈リュ・ヒョンギョン〉）
- ネイルサロン・パリス 〜恋はゆび先から〜
- ビッグ 〜愛は奇跡〜（ジア）
- ラウダーミルクの人生やり直し手伝います
- ラブ シーズン3
- ワルノリ!どっきりギャング

#### テレビ番組
- The Hills（ロー）

#### アニメ
- パウロ 世界を旅した宣教者（エウニケ）
- ビッグマウス（ジェシー）

### ボイスオーバー
- ありえへん∞世界
- Cooked: 人間は料理をする（エライザ）
- ディスカバリーチャンネル CSI・科学捜査最前線

### オーディオブック
- 異世界でスキルを解体したらチートな嫁が増殖しました 概念交差のストラクチャー
- 何を話せばいいのかわからない人のための雑談のルール
- 日本型組織の病を考える
- 無職転生 〜異世界行ったら本気だす〜